# Казе Нуове ди Каподипијано (Асколи Пичено)
Казе Нуове ди Каподипијано (итал. Case Nuove di Capodipiano) насеље је у Италији у округу Асколи Пичено, региону Марке.
Према процени из 2011. у насељу је живело 26 становника. Насеље се налази на надморској висини од 407 м.